# Rires d'homme entre deux pluies
Rires d'homme entre deux pluies est un roman de Claude Duneton publié le 3 janvier 1990 aux éditions Grasset et ayant reçu le prix des Libraires la même année.

## Résumé
C'est l'histoire de Ferdinand (mais ce n'est pas son nom) qui a rencontré Carolina (qui ne s'appelle pas comme ça) en Angleterre. Ils regagnent Paris où Ferdinand cohabite avec Clément, dit Le Tiaf, dans un appartement sous les toits, rue Notre-Dame-de-Lorette. Dans ces années 1970, chacun se débrouille comme il peut mais Carolina est pleine de mystères.

## Éditions
- Rires d'homme entre deux pluies, éditions Grasset, 1990  (ISBN 2246405114).